# Hassi Messaoud
Hassi Messaoud (in arabo: حسي مسعود o حاسي مسعود) è una città situata nella Wilaya di Ouargla nell'Algeria centro-orientale, circa 850 km a sud-est di Algeri e 80 km a sud-est di Ouargla.
È abitata da circa 53.000 persone, senza contare né i residenti nei campi delle varie società che operano nel campo petrolifero, né gli abitanti delle bidonvilles.
Il 17 luglio 2001 la città fu teatro di un sanguinoso massacro perpetrato ai danni di donne.

## Economia
Vi fu scoperto il petrolio nel 1956 e l'importanza della città crebbe rapidamente a partire da quella data. Il giacimento petrolifero di Hassi Messaoud si rivelò di dimensioni tali da invogliare la Francia a mantenere la propria presenza in Algeria, come peraltro il giacimento di gas naturale di Hassi R'Mel. Da Hassi Messaoud  si estrae molto petrolio ma la popolazione non ne trae guadagno.
In piena guerra fredda tra Stati Uniti e  Unione Sovietica, la Francia vide nella scoperta del petrolio nel Sahara algerino un'inaspettata fortuna, per affermare la propria indipendenza energetica verso le due superpotenze dell'epoca.
Ancora oggi, a più di cinquant'anni dall'inaugurazione del primo pozzo, che si chiamava MD1, la produzione petrolifera di Hassi Messaoud è di grande rilevanza sia per la quantità, sia per la qualità dell'estrazione.
La città è servita dall'aeroporto Oued Irara, che la connette a varie destinazioni nazionali ed internazionali.